# Akonangui Fútbol Club
L'Akonangui Fútbol Club è una società calcistica equatoguineana con sede a Ebebiyín.

Ha vinto 5 titoli nazionali e 4 coppe della Guinea Equatoriale.

## Storia
Il club, uno dei più antichi del Paese, fu fondato nel 1903 a Ebebiyín.

Nel 2010 il club non si iscrisse al campionato, comportandone il fallimento.

Nel 2012 il club si è iscritto alla Seconda divisione equatoguineana.

Nel 2013 ha poi partecipato alla prima divisione vincendo il titolo nazionale.

Il club vanta 4 partecipazioni alla CAF Champions League, 2 partecipazioni alla Coppa della Confederazione CAF e 2 partecipazioni alla Coppa delle Coppe d'Africa.

## Società

### Sponsor
| Sponsor tecnico - Adidas (2008-oggi) | Sponsor ufficiale - Hyundai (2008-oggi) |

## Palmarès

### Competizioni nazionali
- Campionato di calcio della Guinea Equatoriale: 5

1992, 1999, 2001, 2008, 2013
- Coppa della Guinea Equatoriale: 5

1979, 1996, 2002, 2007, 2019

### Altri piazzamenti
- Coppa della Guinea Equatoriale:

Finalista: 2004